# Mae Klong
Il Mae Klong (in lingua thai: แม่น้ำ แม่ กลอง, Maenam Mae Klong) è un fiume che scorre nella parte occidentale della Thailandia. Il fiume inizia alla confluenza del Khwae Noi (o Khwae Sai Yok) e del Khwae Yai (o Khwae Si Sawat) a Kanchanaburi e sfocia nel Golfo di Thailandia nella città di Samut Songkhram.

## Corso
Nel 1960, il tratto superiore del fiume fino alla città di Kanchanaburi è stato rinominato Khwae Yai (แคว ใหญ่, "grande affluente"), quindi il famoso ponte che ha ispirato il romanzo Il ponte sul fiume Kwai e l'omonimo film attraversava il Mae Klong e non il Khwae (Kwai). L'origine del fiume è nei monti del Tenasserim. Il segmento iniziale del Khwae Yai, che nasce vicino al confine birmano nell'Amphoe (distretto) di Umphang, nella Provincia di Tak, è anche chiamato Klong. Prende il nome Khwae Yai quando entra nella provincia di Kanchanaburi.
La confluenza tra il Khwae Noi e il Khwae Yai si trova a pochi chilometri dai primi contrafforti della catena montuosa e il Mae Klong scorre per intero nelle campagne della parte sud-ovest della pianura centrale thailandese. Dopo aver attraversato la provincia di Kanchanaburi entra in quella di Ratchaburi, della quale bagna il capoluogo Ratchaburi. Dopo alcuni chilometri, dalla sua riva sinistra partono alcuni canali lungo i quali si trova il mercato galleggiante di Damnoen Saduak, una delle principali attrazioni turistiche della zona.
Entra infine nella provincia di Samut Songkhram e poco prima dell'estuario attraversa la città di Samut Songkhram. Nei pressi del fiume si trova la stazione cittadina, capolinea della linea Maeklong della Ferrovia di Stato della Thailandia. La stazione è diventata un'attrazione turistica perché nell'ultimo chilometro si trova il locale mercato ferroviario di Maeklong (in thailandese ตลาดร่มหุบ, Talat rom hub, letteralmente "mercato degli ombrelli che si chiudono"), e al passaggio del treno, che viaggia a passo d'uomo, le tende parasole delle bancarelle vengono ripiegate per consentire il passaggio del convoglio e riaperte subito dopo. L'ultimo tratto, nella periferia sud di Samut Songkhran, il Mae Klong sfocia nel Golfo di Thailandia con un lungo estuario.

## Ittiofauna
Tra i vari pesci che popolano le acque del Mae Klong vi sono il pangasio, il pastinache d'acqua dolce gigante e lo yasuhikotakia.